# Zaliznytchne (oblast de Vinnytsia)
Zaliznytchne (ukrainien : Залізничне) est une commune urbaine de l'oblast de Vinnytsia, en Ukraine. Elle compte 976 habitants en 2021.